# Bartolo Ciccardini
Bartolomeo Ciccardini, detto Bartolo (Cerreto d'Esi, 30 settembre 1928 – Roma, 12 giugno 2014), è stato un politico e giornalista italiano, più volte sottosegretario di stato di area DC nei diversi governi succedutisi dal 1979 al 1986.

## Biografia
Nato in provincia di Ancona, si trasferisce a Roma dal 1947 per frequentare l'università, partecipa al fervore culturale e impegno politico dei giovani cattolici, guidati da Giuseppe Dossetti e Amintore Fanfani, contribuendo al periodico Terza generazione finanziata da Alcide De Gasperi, e collaborando in particolare con Felice Balbo, Ubaldo Scassellati e Gianni Baget Bozzo.
Iscritto alla Democrazia Cristiana, è stato eletto per la prima volta alla Camera dei deputati nel 1968 e successivamente confermato alle elezioni del 1972, 1976, 1979, 1983 e 1987.
È stato sottosegretario di stato ai trasporti nel governo Cossiga I e sottosegretario alla difesa nei governi Cossiga II, Spadolini I, Spadolini II, Fanfani V e Craxi I.
Dopo il dissolvimento della Democrazia Cristiana, fu fra i promotori della formazione politica dei Cristiano Sociali. Nel 1994 fu candidato per i Progressisti al Senato nel collegio di Roma Centro, ma fu battuto da Giulio Maceratini, candidato del Polo del Buon Governo.
Prima di dedicarsi a tempo pieno alla politica, ha curato per la RAI trasmissioni televisive di impronta culturale (un suo speciale con intervista a Pier Paolo Pasolini è stato trasmesso in replica da Rai Storia nel maggio 2010).
Dal 2012 fino alla morte fu segretario dell'«Associazione Nazionale Partigiani Cristiani».

## Incarichi parlamentari
È stato membro delle seguenti commissioni parlamentari della Camera:
- V Legislatura: V Commissione (Bilancio e Partecipazioni statali)
- VI Legislatura: V Commissione (Bilancio e Partecipazioni statali) e Commissione speciale per l'esame del Disegno di legge di conversione del decreto legge concernente codifiche e integrazioni in materia di riforma tributaria
- VII Legislatura: III Commissione (Esteri), IV Commissione (Giustizia) e VII Commissione (Difesa)
- VIII Legislatura: III Commissione (Esteri)
- IX Legislatura: II Commissione (Interni)
- X Legislatura: IV Commissione (Difesa)

## Incarichi di governo
- Governo Cossiga I: Sottosegretario di Stato ai Trasporti dall'8 agosto 1979 al 4 aprile 1980
- Governo Cossiga II: Sottosegretario di Stato alla Difesa dal 5 aprile al 18 ottobre 1980
- Governo Spadolini I: Sottosegretario di Stato alla Difesa dal 3 luglio 1981 al 23 agosto 1982
- Governo Spadolini II: Sottosegretario di Stato alla Difesa dal 24 agosto al 1º dicembre 1982
- Governo Fanfani V: Sottosegretario di Stato alla Difesa dal 7 dicembre 1982 al 4 agosto 1983
- Governo Craxi I: Sottosegretario di Stato alla Difesa dal 9 agosto 1983 al 1º agosto 1986